# Портюгал
Портюгал (нід. Poortugaal) — село у нідерландській провінції Південна Голландія, входить до муніципалітету Албрандсвард і є його адміністративним центром. Розташоване між річкою Ауде-Маас і гаванню Роттердама.

## Історія
Перші згадки про поселення Портюгал сягають XV століття, а з'явилося воно, ймовірно, наприкінці XII століття. Мешканці села були фермерами, вирощували льон, овочі та фрукти. Поблизу села у XIV столітті був зведений замок Валькенстейн (Valckestein), зруйнований 1826 року
У 1960-х роках по сусідству із Портюгалом починаються виникати нові житлові райони, які згодом відійшли до муніципалітету Роттердам. Внаслідок реорганізації муніципалітетів, 1 січня 1985 року село Портюгал разом із сусіднім селом Рон об'єдналися у муніципалітет Албрандсвард.

## Герб Портюгала
Офіційний герб село був затверджений 24 липня 1816 року, проте неофіційно поселення мало власний герб ще з XV століття. Після ліквідації муніципалітету Портюгал і утворення муніципалітету Албрандсвард, елементи гербу Портюгала були включені до гербу Албрандсварда.
Цікаво, що герб Портюгала має спільні елементи із середньовічним гербом Португалії. Існує гіпотеза про те, що тут оселилися або деякий час перебували португальці, які брали участь у хрестових походах; від них і пішла назва села Портюгал.

## Транспорт
Портюгал сполучається з Роттердамом лінією D роттердамського метрополітену, тут розташована однойменна станція метро, відкрита 25 жовтня 1974 року.

## Пам'ятки історії та архітектури
На території Портюгала розташовано 5 національних пам'яток:
- ферма, зведена у XVIII столітті;
- реформатська (протестантська) церква XV століття;
- два середньовічні кургани;
- старовинна щогла 1020-х років.

## Галерея

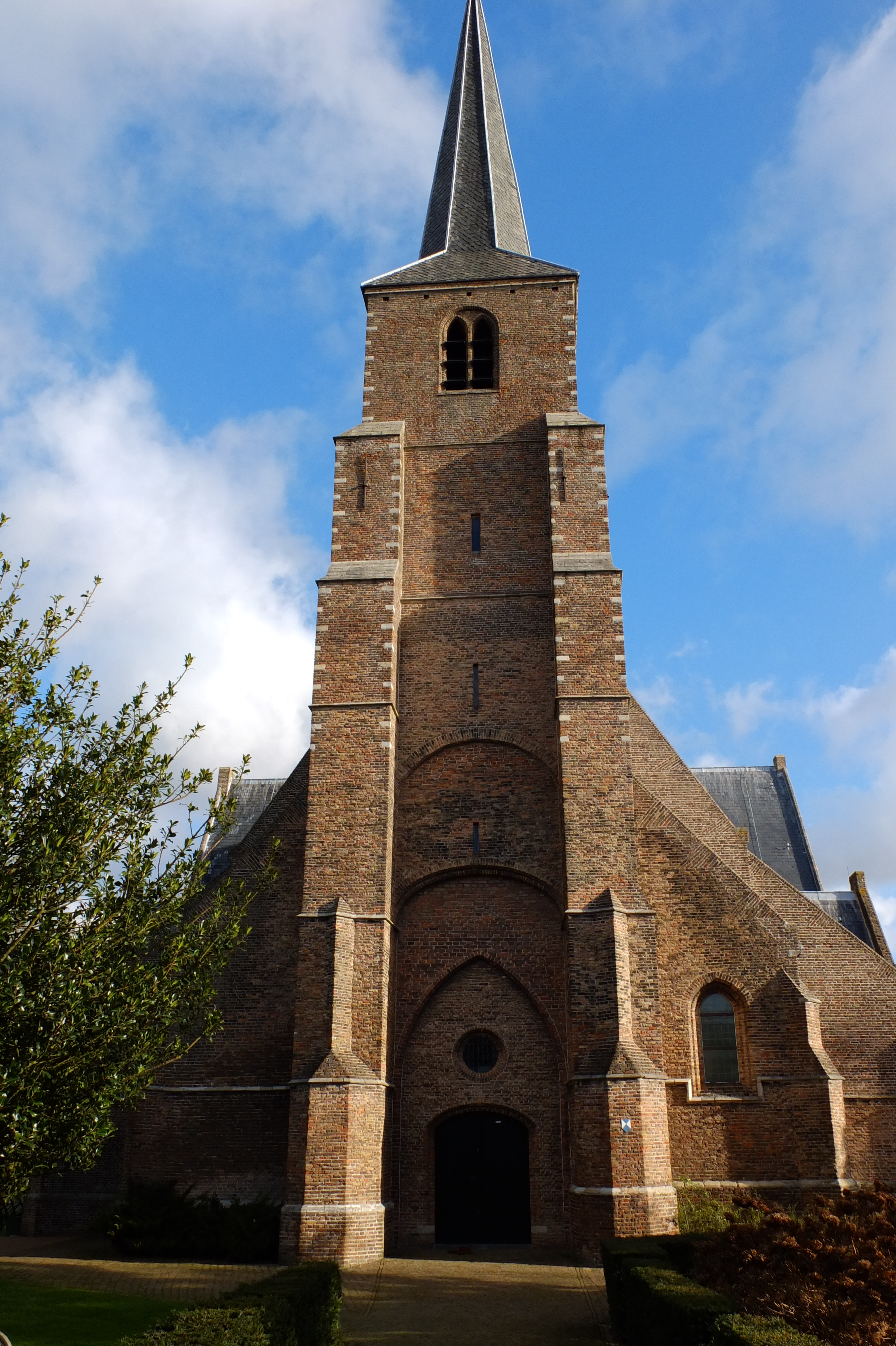
Реформатська церква
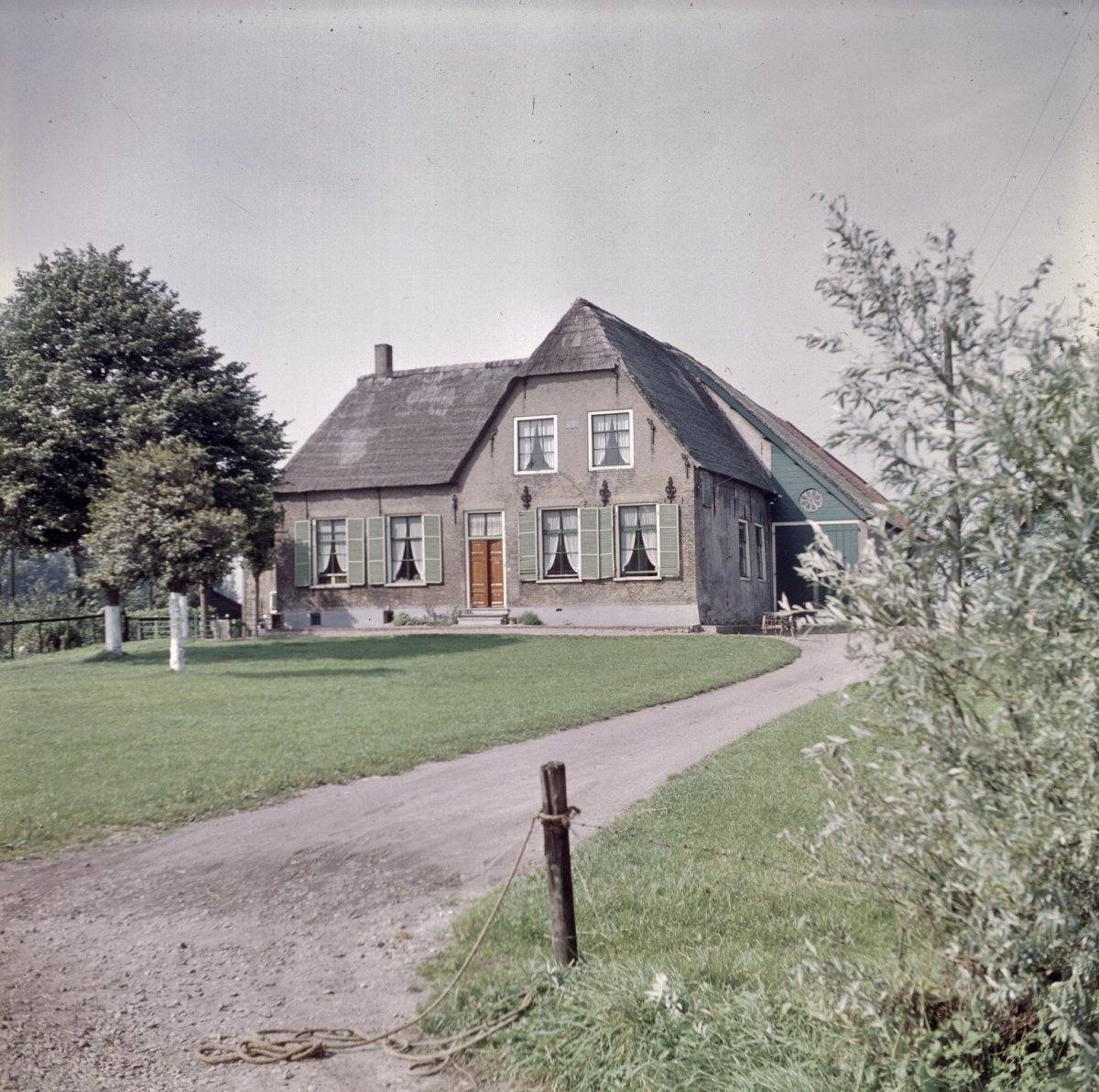
Старовинна ферма
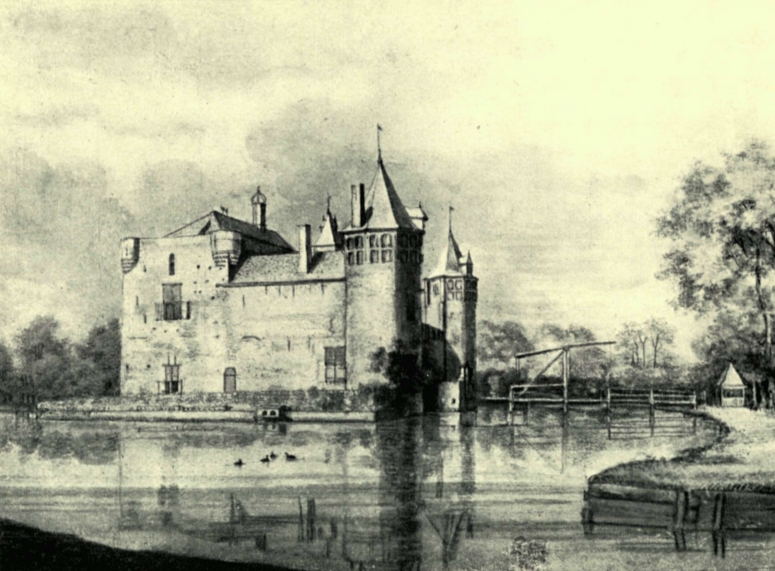
Замок Валькенстейн близько 1650 року
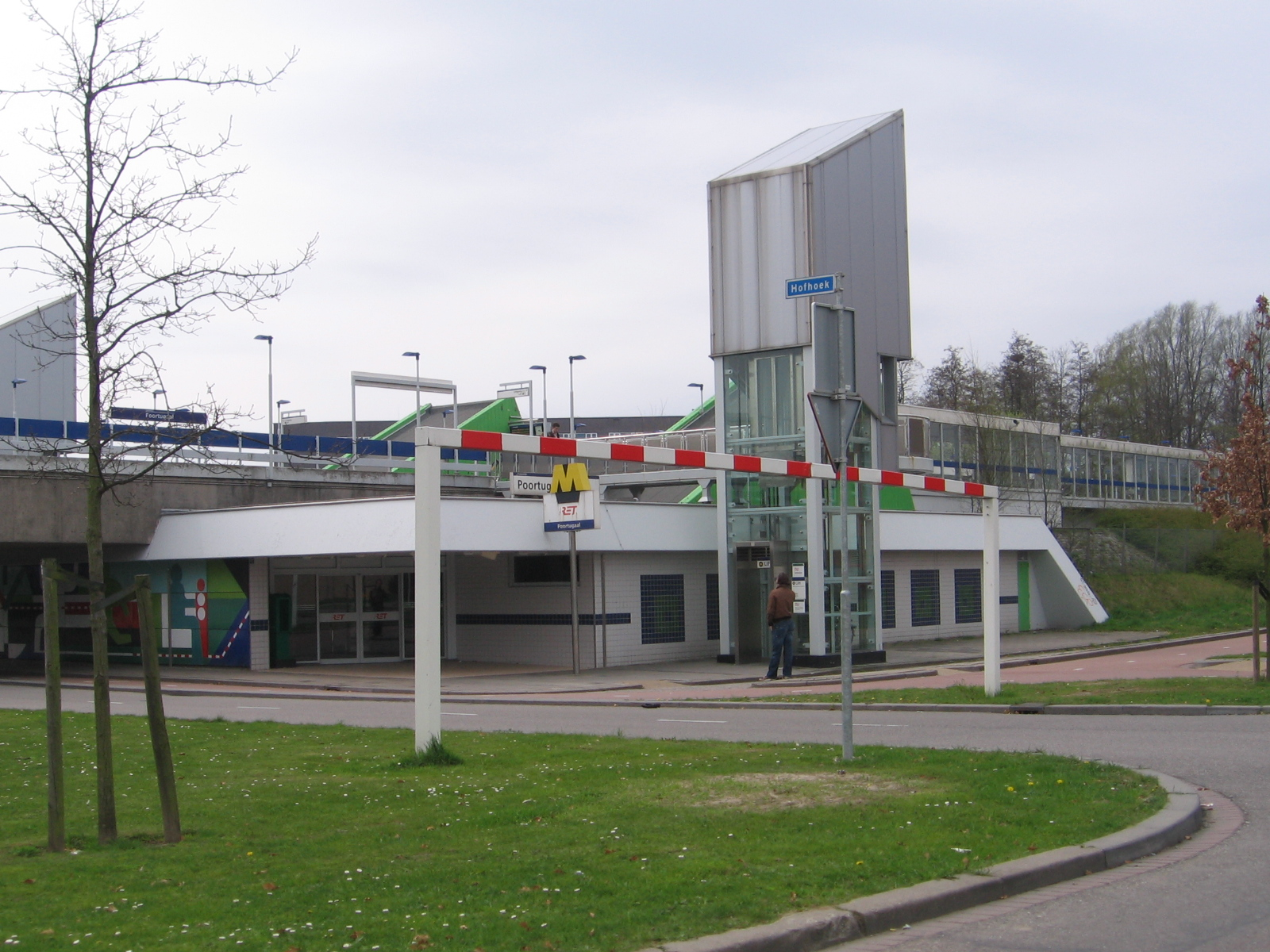
Станція метро «Портюгал»